# Taksonomi
Taksonomi kan være en inddeling af fænomener (objekter eller begreber) i en hierarkisk klassifikation – eller principperne bag klassifikationen af samme. 'Taksonomi' kommer fra det græske "ταξινομία", dvs. en sammensætning af taxis = orden og nomos = lov (altså en ordenslov eller et inddelingsprincip).
Den bedst kendte og videst brugte videnskabelige taksonomi er den Linnæiske taksonomi af levende væsener. Denne taksonomi er baseret på et system udarbejdet af den svenske videnskabsmand Carl von Linné i hans klassiske bog Systema Naturae. Som eksempel har Linné et overbegreb som 'organisme' der har følgende underbegreber og under-underbegreber (osv.), som bør specificeres for en komplet bestemmelse af arten i systemet: Rige, række, klasse, orden, slægt og art. 
Inden for undervisningsvidenskab anvendes ofte Blooms taksonomi der er en kognitiv inddeling i seks lærings-trin (efter amerikaneren Benjamin Bloom).
Matematisk er en taksonomi defineret som en træstruktur af klassifikationer for et givet sæt af objekter. 
En enhed i en taksonomi (f.eks. en biologisk art eller orden eller række) betegnes et taxon, flertal taxa.

## Diskussion vedrørende taksonomiens status
Transcendentalfilosofien (se fx Immanuel Kant) mener, at den menneskelige bevidsthed har en helt naturlig tendens til at organisere oplevelser i sådanne systemer af viden. Dette sker af sig selv, og vi kunne slet ikke have perceptioner uden en sådan naturlig taksonomi. Videnskabsmænd som Linné sprogliggør således blot disse naturlige inddelingsprincipper.
I modsætning til denne universale og objektive forståelse af taksonomien finder vi berømte antropologer som Emile Durkheim og Claude Levi-Strauss, der forfægter taksonomien som et produkt af lokale kulturelle systemer og sociale funktioner. Denne form for relativ taksonomi er blevet døbt 'folksonomi' eller endda 'fauxonomi' af dens kritikere.